# Педерсен, Матиас Розенберг
Матиас Розенберг Педерсен (дат. Mathias Rosenberg Pedersen, род. 7 апреля 1997, Роскилле) — датский профессиональный велогонщик, многократный призёр чемпионата Дании по маунтинбайку в кросс-кантри марафоне (XCM).

## Образование и карьера
C 2014 по 2017 годы Матиас Педерсен учился спортивному менеджменту по трёхлетней программе коммерческого среднего образования в бизнес-школе в Роскилле.
С сентября 2017 по август 2018 Педерсен работал гидом и инструктором в клубе La Santa. С сентября 2018 по июль 2019 года работал помощником геодезиста в компании Gorm Hansen A/S. 
C 2019 по 2021 годы — студент университетского колледжа ВИА по специальности «техник по картографии и геодезии», в феврале 2023 года поступил на бакалавриат архитектурных технологий и управления строительством того же колледжа.
С марта 2020 по июнь 2021 — стажёр в геодезической компании HLM. В апреле 2020 года получил сертификат компетентности по беспилотным летательным аппаратам A1/A3 датского транспортного агентства. С ноября 2020 по июнь 2021 года подрабатывал компаньоном-сиделкой в муниципалитете Орхуса. С января 2022 года по февраль 2023 — техник по картам и геодезии в консалтинговой сюрвейерской компании LE34. С февраля 2023 по апрель 2024 — практикант в той же компании.

### Спортивная карьера
С 2020 года выступает на профессиональном уровне, специализируясь в маунтинбайке (XCM), олимпийском кросс-кантри (XCO), шоссейном и гравийном велоспорте. Многократный призёр чемпионата Дании по маунтинбайк-марафону (XCM), участник чемпионатов мира по гравийному велоспорту, член клуба Willing Able Racing.
2017–2024 годах Педерсен неоднократно входил в число призёров чемпионатов Дании и этапов лиги Shimano MTB, участвовал в чемпионатах Дании по шоссейному велоспорту, неоднократно представлял Данию на этапах Мировой гравийной серии UCI и на чемпионате мира по гравийному велоспорту.

## Личная жизнь
Активно ведёт страницы в Instagram и Facebook, где делится тренировками, фото из родного Роскилле и впечатлениями от гонок, интересуется развитием любительского велоспорта и участвует в благотворительных велопробегах.
Женат, есть сын Вигго.

## Достижения

### Маунтинбайк
2017
5-й на Чемпионате Дании, XCM
2018
Чемпионат Дании:
9-й на XCO
6-й на XCM
MTBliga:
10-й в Копенгагене
6-й в Силькеборге
2019
Чемпионат Дании:
9-й на XCO
3-й на XCM
MTBliga:
6-й в Копенгагене
4-й в Ольборге
6-й в Варде
7-й в Хольте
7-й на Race Days Vejle powered by SRAM
2020
Чемпионат Дании:
6-й на XCO
5-й на XCM
2021
2-й на Чемпионате Дании, XCM
Shimano MTB Liga - Powered by Allbike:
8-й в Роскилле
7-й в Раннерсе
7-й в Сорё
4-й в Рольде
2022
3-й на Чемпионате Дании, XCM
Shimano MTB Liga:
10-й в Хольте
6-й в Хольте
10-й в Роскилле
10-й в Оденсе
2023
Чемпионат Дании:
2-й на XCM
9-й на XCC
6-й на XCO—XCC
4-й на XCO
Shimano Mtb Liga:
7-й в Копенгагене
7-й в Вайле
3-й в Сорё
1-й в Варде
2-й в Роскилле
6-й в Раннерсе
6-й на Kupkolo.cz MTB Trilogy - XCMS
2024
4-й на Чемпионате Дании, XCO—XCC
Shimano MTB Liga:
1-й в Варде
6-й в Силькеборге
5-й на Willingen Bike Festival - XCM

### Гравий
2024
7-й на Gravel Challenge Blaavands